# ポール・マレ
ポール・マレ（Paul Maré、1986年10月30日 - ）は、フランス生まれ、東京都育ちのモデル、タレント。

## 人物
- 流暢な日本語を使う他に英語・フランス語など計4か国語を操る。堪能な語学を活かし、ピエール・カルダンの通訳を務めた経験を持つ。

- 父親は学習院大学文学部フランス語圏文学科ティエリ・マレ教授。

- 秋篠宮文仁親王の妃、文仁親王妃紀子の実家である川嶋家とは、同じ学習院大学教職員用の共同住宅で隣だった為、近所付き合いがあったと5時に夢中!番組内で発言している。

- 顎髭を生やした風貌と態度から5時に夢中で共演しているマツコ・デラックスや中村うさぎから小生意気だと言われている。

- 5時に夢中!の黒船天気予報ではアドリブで一言コメントするのが恒例となっている。

- マヨラーを自認している。

## エピソード
- 高校生時代まで目白にある学習院の舎宅に住んでいた。
- 大人びた風貌から実年齢以上に歳を取って見られる。
- その風貌から麻薬のディーラーと間違えられることがあると告白している。
- 一度、職務質問をされた時、不法滞在者扱いされて2時間拘束されたため、5時に夢中!の生放送に遅刻してしまったことがある。

## 出演

### テレビ番組
- 5時に夢中!　（TOKYO MX、2006年10月～2011年3月、毎週水曜日→毎週月曜日→毎週水曜日） - 黒船特派員
- なまらお茶の間バラエティ マリモリーン! (北海道放送、2008年10月～11月)
- ニッポン・ダンディ（TOKYO MX、2012年10月～2013年3月） - 「金曜海外ダンディ」としてほぼ毎回出演している他、バーディ（アシスタント）の代役としても出演多数